# Jisan-dong, Pyeongtaek
Jisan-dong (koreanska: 지산동) är en stadsdel i staden Pyeongtaek i provinsen Gyeonggi i den centrala delen av Sydkorea, 60 km söder om huvudstaden Seoul.